# ماثيو ديفيز
ماثيو ديفيز (بالإنجليزية: Matthew Davies)‏ (7 فبراير 1995 برث أستراليا - ) هو لاعب كرة قدم أسترالي يلعب كمدافع.

## روابط خارجية
- ماثيو ديفيز على موقع قاعدة بيانات كرة القدم.إي يو (الإنجليزية)
- ماثيو ديفيز على موقع ناشيونال فوتبول تيمز (الإنجليزية)
- ماثيو ديفيز على موقع Soccerway.com (الإنجليزية)
- ماثيو ديفيز على موقع عالم كرة القدم.نت (الإنجليزية)